# Чикапа
Чикапа (фр. Tshikapa) — місто в провінції Касаї Демократичної Республіки Конго.

## Географія
Місто розташоване в місці злиття річок Чикапа і Касаї, на висоті 485 м над рівнем моря  приблизно за 40 миль на північ від ангольського кордону і за 120 миль на захід від міста Кананга.

### Клімат
Місто знаходиться у зоні, котра характеризується кліматом тропічних саван. Найтепліший місяць — березень із середньою температурою 25.4 °C (77.7 °F). Найхолодніший місяць — липень, із середньою температурою 23.6 °С (74.5 °F).
| Клімат Чикапи           | Клімат Чикапи | Клімат Чикапи | Клімат Чикапи | Клімат Чикапи | Клімат Чикапи | Клімат Чикапи | Клімат Чикапи | Клімат Чикапи | Клімат Чикапи | Клімат Чикапи | Клімат Чикапи | Клімат Чикапи | Клімат Чикапи |
| Показник                | Січ.          | Лют.          | Бер.          | Квіт.         | Трав.         | Черв.         | Лип.          | Серп.         | Вер.          | Жовт.         | Лист.         | Груд.         | Рік           |
| Середня температура, °C | 24,9          | 25,2          | 25,4          | 25,4          | 25,2          | 23,7          | 23,6          | 24,8          | 25,1          | 25,1          | 25            | 25            | 24,9          |
| Норма опадів, мм        | 159.5         | 124.2         | 166.7         | 194.9         | 65.8          | 7.4           | 6.3           | 36.1          | 114.4         | 176.8         | 233.5         | 191.9         | 1477.5        |
| Днів з опадами          | 11,1          | 11,4          | 14,1          | 14,1          | 7             | 1,3           | 1,1           | 3,3           | 7,7           | 11,3          | 14,9          | 14,6          | 111,9         |
| Вологість повітря, %    | 79.4          | 77            | 76.8          | 77.7          | 72.6          | 67.9          | 69.2          | 73.2          | 75.7          | 75.4          | 75.5          | 78.1          | 74.9          |
| ----------------------- | ------------- | ------------- | ------------- | ------------- | ------------- | ------------- | ------------- | ------------- | ------------- | ------------- | ------------- | ------------- | ------------- |
| Джерело: Weatherbase    |               |               |               |               |               |               |               |               |               |               |               |               |               |

## Населення
За даними перепису 1984 населення Чикапа налічувало 116 016 чоловік; за оцінними даними на 2012 рік воно становить 587 548 осіб.

## Економіка
Чикапа був центром видобутку алмазів з моменту свого заснування на початку XX століття. Місто було засноване американо-бельгійським консорціумом  Forminere  після виявлення алмазів поблизу цього місця на початку 1900-х років.